# 蔡奉芸
蔡奉芸（1986年10月23日—），馬來西亞女子武術運動員。其胞妹蔡奉薇同為武術運動員。

## 簡歷
2010年11月，蔡奉芸代表馬來西亞出戰廣州亞運會，參加武術比賽，奪得女子太极拳太极剑全能金牌。